# Die Hexenpresse
Die Hexenpresse – Zeitschrift für feministische Agitation war eine von 1972 bis 1976 in Basel erscheinende feministische Zeitschrift. Sie gilt als erste deutschsprachige Stimme der autonomen Frauenbewegung. Herausgegeben wurde sie von Gunild Feigenwinter.
Im Rahmen der Berichterstattung um die in der westdeutschen Frauenbewegung umstrittene Gründungsankündigung der Zeitschrift Emma durch Alice Schwarzer im Jahr 1976 nannte Der Spiegel die Hexenpresse  als eine der Publikationen, die aus der Frauenbewegung kamen „mit kleinen Auflagen und einem an Insiderinnen orientierten Markt, abseits der großen Medien“. Auch das Fernsehen in der Bundesrepublik nahm Notiz von der Hexenpresse und seiner Herausgeberin: Feigenwinter wie auch die Politikerin Helga Schuchardt (damals FDP) und die Berliner Filmemacherin (und Aktionsrat-Mitbegründerin) Helke Sander wurden im Dezember 1974 als Feministinnen in die zweite Sendung der Talkshow 3 nach 9 eingeladen.
Die letzte Ausgabe der Hexenpresse 1976 enthielt das 51 Seiten starke „Manifest der Mütter“, worin sich Feigenwinter als mutterrechtliche Feministin davon distanzierte, was sie als mütterfernen Mainstream der Frauenbewegung und linke Gleichheitsideologie auffasste. Berlins feministische Frauenzeitung Courage berichtete in ihrer Januarausgabe 1977 über das Manifest, mit dem eine „radikale Kritik an der Frauenbewegung“ vorliege, die „uns allen zu denken geben sollte“, und druckte dessen Vorwort ab.